# Anton Fahne

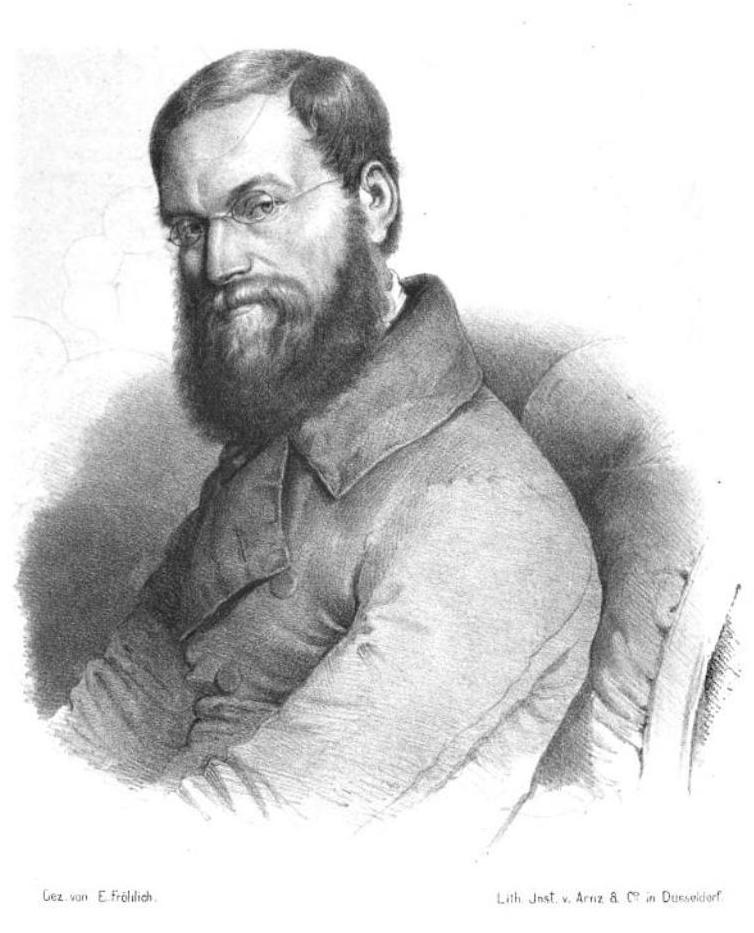
Anton Fahne, gezeichnet von Ernst Fröhlich

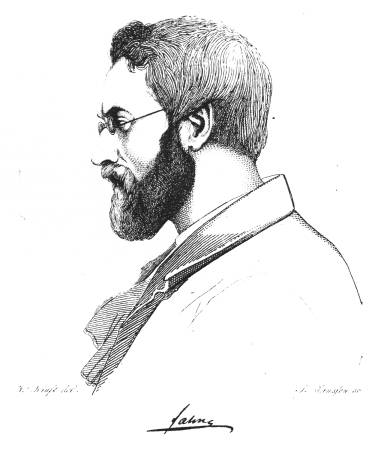
Anton Fahne, Stahlstich von Tamme Weyert Theodor Janssen

Johann Anton Georg Fahne (* 28. Februar 1805 in Münster; † 12. Januar 1883 auf der Fahnenburg in Rath, Landkreis Düsseldorf) war ein deutscher Jurist, der sich auch als Historiker, Genealoge, Schriftsteller, Kunstkritiker und Kunstsammler betätigte. Seine Werke zeugen von lokalpatriotischer Gesinnung und positivistischer Geschichtsauffassung und trugen ihm neben Kritik auch Ehrenmitgliedschaften in Vereinen und gelehrten Gesellschaften ein. Heinrich von Treitschke nannte ihn einen „verdienten Geschichtsforscher“. Nach heutigen Erkenntnissen muss sich Fahne den Vorwurf teilweise verfälschter Darstellungen gefallen lassen. Trotzdem wurden auch solche seiner genealogisch-historischen Ausarbeitungen, die im Ruf stehen, mit Fälschungen und Fehlern behaftet zu sein, noch in jüngerer Zeit kritiklos zitiert.

## Biografie

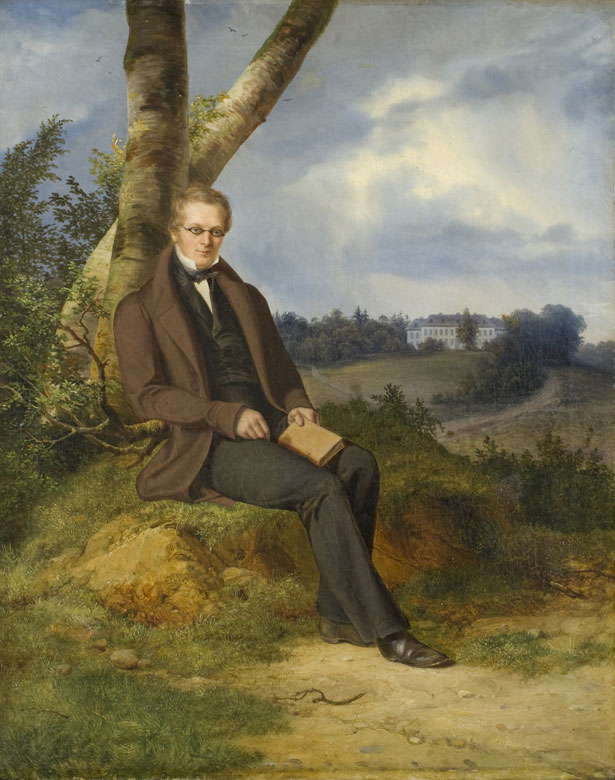
Porträt eines Herrn in Landschaft (im Hintergrund ist Haus Roland dargestellt, im Vordergrund wahrscheinlich Anton Fahne), Gemälde von Josef Winkelirer, 1836

Anton Fahne, Sohn des Schuhmachers Wilhelm Fahne und dessen Ehefrau Karoline Schreiber, wurde am 1. März 1805 in St. Ludgeri in Münster katholisch getauft. Er besuchte dort das Gymnasium Paulinum. Anschließend begann er zunächst eine kaufmännische Ausbildung, wechselte aber bald zum Medizinstudium an die Universität Bonn. Dort wechselte er nach zwei Jahren erneut, zur philosophischen Fakultät, und hörte philosophische, kirchengeschichtliche und dogmatische Vorträge, letztere bei Georg Hermes. Bis Ende 1828 studierte er in Bonn und an der Universität zu Berlin Jura und Geschichte und hörte bei Ferdinand Walter, Ferdinand Mackeldey und Barthold Georg Niebuhr. Auch Heinrich Wilhelm Grauert war in dieser Zeit sein Lehrer. Seine Vorliebe für Geschichte, die er schon in seiner Jugend entwickelt hatte, bestärkte Karl Dietrich Hüllmann. Fahnes Interesse für Kunst und Antike soll durch den Philosophie-Professor Christian Kapp gefördert worden sein, den er bei einem Aufenthalt im Haardter Schloss kennengelernt hatte. Nach Aufenthalten in Würzburg, Bamberg, Prag und Dresden ging er zur Universität in Berlin, um sich weiterhin dem Jurastudium zu widmen. Dabei waren Friedrich Carl von Savigny, Carl Ernst Jarcke und vor allem Eduard Gans seine wichtigsten Lehrer. Im Herbst 1829 kehrte Fahne nach Münster zurück und machte sein Examen als Auscultator. Während einer Reise nach Südfrankreich 1831, bei der er auch das Seebad Cette besuchte, entstand sein erstes literarisches Werk Bilder aus Südfrankreich. Nach erfolgreich absolviertem Referendarexamen und einer Reise in die Schweiz wurde er in Ehrenbreitstein beim Justizsenat beschäftigt.
1834 wurde Fahne auf eigenen Wunsch nach Düsseldorf versetzt. Dort heiratete er am 18. September 1835 Julie Stommel (* 18. März 1818 in Düsseldorf), einzige Tochter und zweites von drei Kindern des Aachener Friedensrichters Johann Peter Stommel (1771–1849) und dessen Ehefrau Friederike, geborene Bleicher. Durch den Grundbesitz von Haus Roland, der ihm als Ehegatte 1843 von seinem Schwiegervater überschrieben wurde, erlangte Fahne eine besondere gesellschaftliche Stellung, die er durch einen bildungs- und großbürgerlichen Habitus zu unterstreichen suchte. Am 27. März 1836 wurde die Tochter Emma Fahne († 1905) zu Roland geboren.
Im Januar 1836 begann er eine Tätigkeit als Richter des Friedensgerichts in Jülich. 1838 wechselte er in gleicher Stellung nach Bensberg. 1842 nahm Fahne auf unbestimmte Zeit Urlaub, „um verwickelte Familienverhältnisse zu regeln und die begonnenen literarischen Unternehmungen besser fördern zu können.“ Seitdem widmete er sich in der Hauptsache nur noch seinen genealogischen, historischen und lokalen Interessen. Zusammen mit dem Dichter August Heinrich Hoffmann von Fallersleben und dem Unternehmer Friedrich Ludwig Tenge reiste er 1844 nach Italien, wo er im Frühherbst einige Tage in Rom weilte.
Neben Kritik und Anfeindung, die ihm für seine Arbeit schon zu Lebzeiten widerfuhren, zollten ihm zahlreiche gelehrte Gesellschaften große Anerkennung. So nahm ihn der von Paul Wigand angeführte Wetzlarische Verein für Geschichte und Altertumskunde am 4. Mai 1845 zum Ehrenmitglied auf. Weitere Ehrenmitgliedschaften verliehen ihm die Akademie Gent am 4. Januar 1847, der Verein für Geschichte und Altertumskunde Westfalens am 30. März 1853, die Societé historique et archaeologique in Maastricht am 1. Dezember 1853, ferner die Maatschappij der Nederlandse Letterkunde zu Leiden, der Bergische Geschichtsverein in Elberfeld am 22. November 1866, im gleichen Jahr außerdem die Societé pour la récherche et la conservation des monuments historiques dans le grand Duché de Luxembourg, schließlich am 13. November 1871 auch der heraldische Verein Herold in Berlin.
Die mitunter anzutreffende Behauptung, Anton Fahne sei mit Friedrich von Uechtritz identisch, geht auf eine Verwechslung eines Korrespondenten der Zeitung für die elegante Welt zurück, der Uechtritz irrtümlich die Verfasserschaft für Fahnes erste Veröffentlichung über die Düsseldorfer Malerschule und Carl Friedrich Lessing zuschrieb.

### Fahne und die Düsseldorfer Künstlerszene

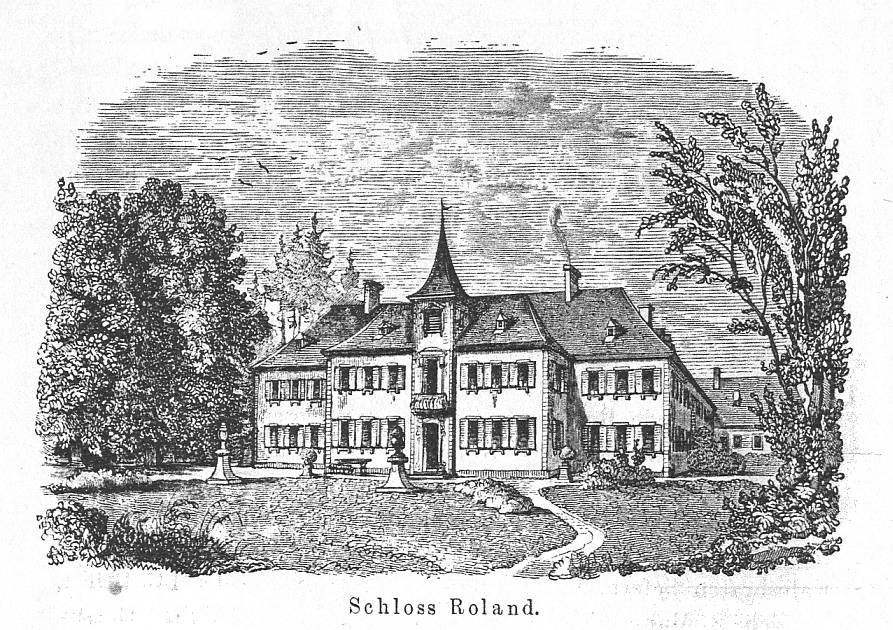
Haus Roland, auch Schloss Roland (Am Backesberg 2, Düsseldorf-Rath)

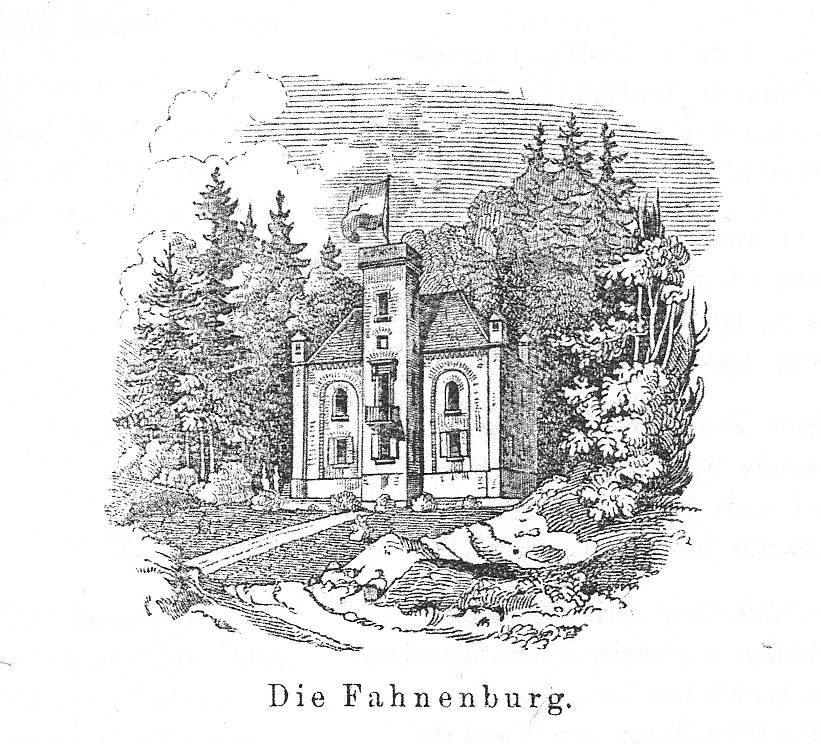
Fahnenburg, Bauzustand von 1846/49

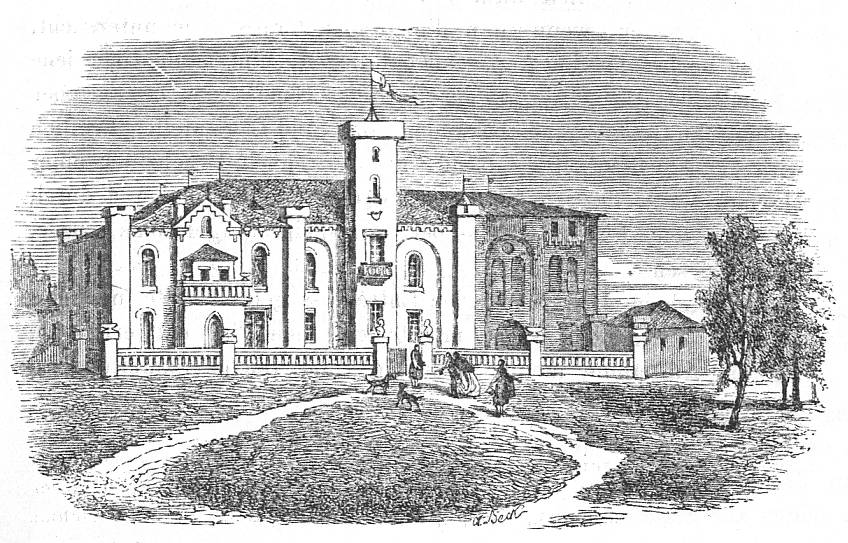
Fahnenburg in ihrer späteren Bauausführung

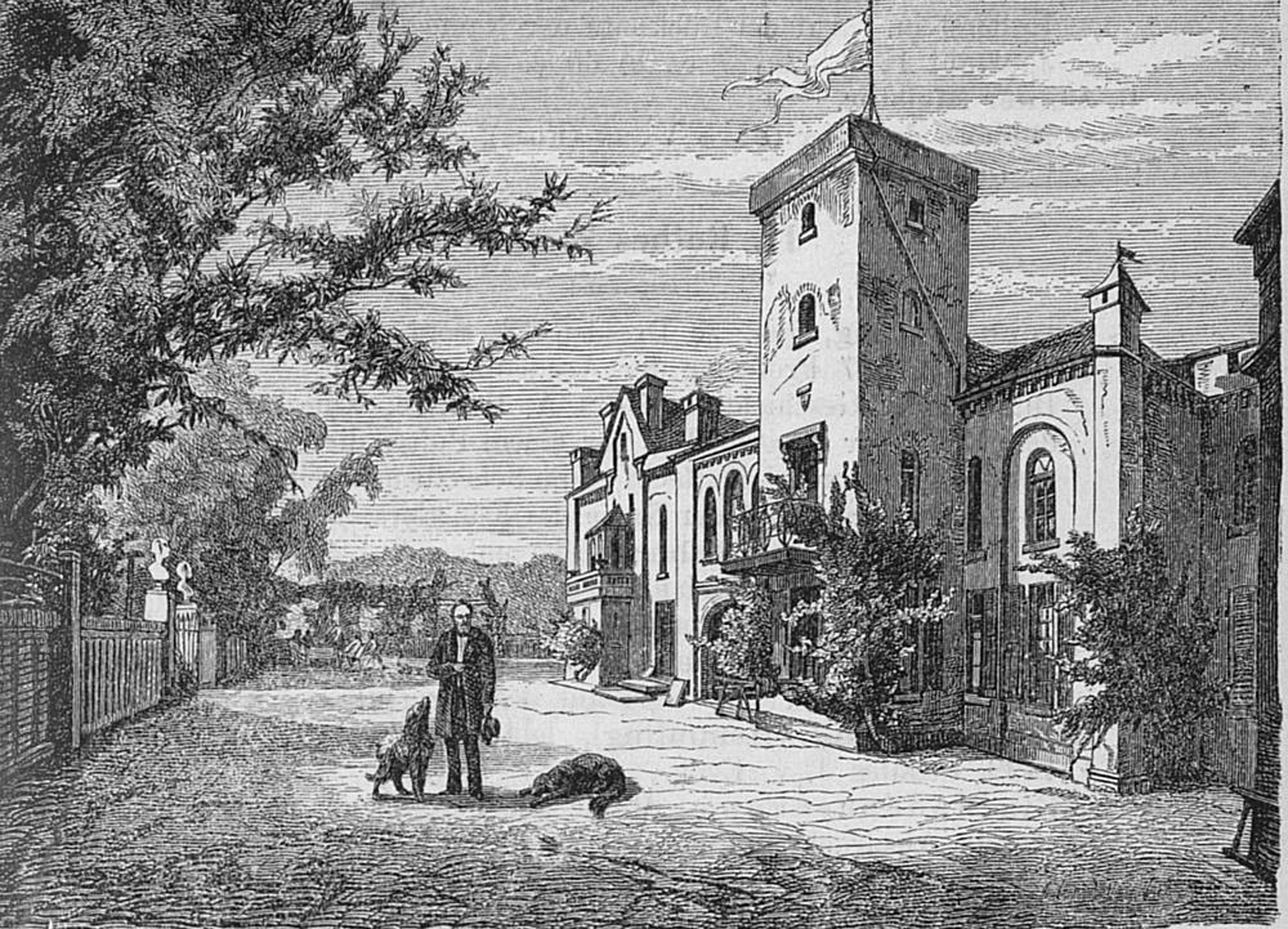
Fahnenburg von Südwest gesehen, um 1873

1835 bis 1841 lebte Fahne zeitweise, ab 1842 bis 1858 ständig auf Haus Roland, das bis 1843 Eigentum seines Schwiegervaters war. Wohl durch Großzügigkeit und Kunstsinn seiner Bewohner und nicht zuletzt aufgrund seiner reizvollen Lage in der Nähe der „Grafenberge“, die einer der bevorzugten Ausflugsziele der Düsseldorfer Künstlerschaft waren, entwickelte sich Haus Roland zu einem beliebten Künstlertreff. Von den mit der Familie befreundeten Düsseldorfer Malern Josef Winkelirer und Johann Wilhelm Preyer erhielt Julie Stommel Malunterricht, dessen Ergebnisse in einem Kabinett von Haus Roland ausgestellt waren. Durch seine Künstlerfreundschaften wurde Fahne Mitglied des 1848 gegründeten Künstlervereins Malkasten, dem er bis zu seinem Tode angehörte.
Der Malerei war er auch durch eine umfangreiche Kunstsammlung verbunden, die sich auf die ererbte Gemäldegalerie von Haus Roland gründete. Er katalogisierte und erweiterte sie um zeitgenössische Kunst. Sie stellte die wohl umfangreichste und bedeutendste Privatsammlung im Raum Düsseldorf dar. Bereits im Jahr 1853 listete der Sammlungskatalog rund 250 Gemälde auf. Nach Übersiedlung von Haus Roland auf die Fahnenburg umfasste die neue Katalogisierung im Jahr 1873 395 Objekte von alten und neuen Meistern, insbesondere auch von Düsseldorfer Malern des 19. Jahrhunderts. Zu Lebzeiten hatte Fahne die Absicht, seine Sammlung einem städtischen Museum Düsseldorfs zukommen zu lassen, jedoch wurde dieser Wunsch aus verschiedenen Gründen nicht verwirklicht.
1837 veröffentlichte Fahne seine Schrift Die Düsseldorfer Maler-Schule in den Jahren 1834, 1835 und 1836. Damit knüpfte er an die zeitgenössische Kunstkritik an, die nach Veröffentlichungen von Romeo Maurenbrecher, August Hagen, Atanazy Raczyński, Friedrich von Uechtritz und Carl Gustav Carus damit begonnen hatte, die Kunst, die unter der Ägide des aus Berlin nach Düsseldorf berufenen Wilhelm Schadow an der Kunstakademie Düsseldorf entstand, als „Düsseldorfer Schule“ zu würdigen. Fahne selbst verwendete in seiner Abhandlung wohl als erster den Begriff „Düsseldorfer Maler-Schule“. Ihren Erfolg setzte er ausdrücklich zu der Gründung des Kunstvereins für die Rheinlande und Westfalen in Beziehung. Eine besondere wirtschaftliche Bedeutung hatte dieser Kunstverein für die aufstrebenden Künstler durch seine Kunstankäufe. Fahnes Schrift geriet zum Eklat, weil er – für sich selbst in Anspruch nehmend, die öffentliche Meinung zu vertreten – in ihr kritisiert hatte, dass Kunstakademie und Kunstverein in neuerer Zeit die „Ostländer Maler“ – damit meinte Fahne die Maler, die aus den ostelbischen Teilen Preußens gekommen waren – sowie die ausländischen (d. h. nicht-preußischen Maler) bevorzugt behandele, beziehungsweise die aus dem Rheinland und aus Westfalen benachteilige. Dieser Vorwurf bezog sich primär auf die Ankaufentscheidungen und die dabei gewählten Ankaufsummen des Kunstvereins und fiel in eine Situation wachsender Spannungen innerhalb der Düsseldorfer Akademie, in der Kritik an Schadows Leitung und Lehre deutlicher wurde und einige rheinische und westfälische Schüler abwanderten, darunter Andreas Achenbach, Heinrich Funk, Johann Peter Hasenclever, Eduard Wilhelm Pose und Heinrich Rustige sowie Gustav und Johann Wilhelm Preyer. Zu den Spannungen zählte auch der Fall des von Schadow gemaßregelten und beurlaubten Akademie-Lehrers Heinrich Christoph Kolbe. Außerdem spielte die Bevorzugung der Historienmalerei im Verhältnis zu den als profan angesehenen anderen Gattungen der Malerei nach der von Schadow und seinem Kreis vertretenen Genrehierarchie eine gewisse Rolle. Die rheinisch-westfälische Unzufriedenheit aufs Korn nehmend hatte damals ein Witzbold im Düsseldorfer Fremdenblatt unter Nennung der Postanschrift der Kunstakademie eine Anzeige geschaltet, die lautete: „Es sind wieder neue Berliner Pinsel angekommen, Vertreiber genannt, welche in allen Sorten vorrätig sind, Burgplatz 283.“
Eine Gegendarstellung des Düsseldorfer Regierungssekretärs und Schriftstellers Johann Josef Scottis, der in Fahnes Schrift angegriffen worden war, ließ nicht lange auf sich warten. Aber auch der Kunstverein und die Kunstakademie sahen sich genötigt, Gegendarstellungen in der lokalen Presse zu veröffentlichen und – wie Scotti – anhand von Zahlen und Fakten darzulegen, dass Fahne die Sachlage verzerre bzw. falsch darstelle. Nach Beurteilung des Kunsthistorikers Wolfgang Hütt waren Scottis Versuche, die von Fahne erhobenen Vorwürfe zu entkräften, „nicht nur schwach, sondern auch wirkungslos.“
Wegen der Gegendarstellungen und wegen der dabei auch ins Persönliche und Polemische abgleitenden Ausführungen Scottis, die von Fahne als beleidigend aufgefasst wurden, sah sich Fahne noch im gleichen Jahr veranlasst, eine weitere Schrift zu veröffentlichen – Meine Schrift „die Düsseldorfer Maler-Schule“ und ihre Gegner. In ihr suchte er seinen Vorwurf weiter zu untermauern, indem der die Kaufsummen näher darlegte, die der Kunstverein ab 1829 für die in Rede stehenden Herkunftsgruppen ausgegeben hatte. Auch diese Schrift wollte er in der lokalen Presse veröffentlichen, fand aber nach eigener Aussage keinen Interessenten. In seiner Veröffentlichung des Jahres 1873 Die Fahnenburg und ihre Bildergalerie … behauptete Fahne Jahre später, dass seine Schriften
„die Anerkennung der Tagespresse [fanden], [dem Verfasser] die Aufforderung bedeutender Kunst-Journale zur Mitarbeit und, was das Wichtigste ist, eine Wendung in der Leitung der Düsseldorfer Academie. [Anmerkung: die Leitung wechselte erst 1859.] Diese erhielt dadurch neuen Aufschwung und in Folge dessen einen grossen Zuwachs; selbst die entferntesten Zonen, Süd- und Nord-Amerika, England, Schweden, Norwegen, Russland, ja sogar die Türkei, lieferten ihr Contingent […].“
In den Feuilletons verschiedener Blätter wurde die Angelegenheit damals ausführlich kommentiert. Verschiedene Schriftsteller, etwa Hermann Püttmann und Wolfgang Müller von Königswinter, behandelten die Streitereien noch in den Folgejahren. Der Historiker Heinrich von Treitschke stellte den Streit rückblickend in den historischen Kontext eines „Sondergeists“ der Rheinländer. Er schrieb 1889:
„Gleichwohl war der Sondergeist im Wachsen. Wenn die Rheinländer beim Schoppen saßen, dann sprachen sie gern von einem rheinisch-westphälischen Vicekönigreich, das nach dem Code Napoleon regiert und mit dem junkerhaften Osten nur locker verbunden werden sollte. Die Streitigkeiten zwischen den Eingeborenen und den ‚Prüß‘ nahmen kein Ende; sie drangen selbst in die friedlichen Räume der Düsseldorfer Akademie. Dort ward sorgsam nachgerechnet, wie viele Bilder der Kunstverein ‚den Ostländern‘ abgekauft habe, wie viele den rheinisch-westphälischen Malern; und an diesem kindischen Zanke betheiligte sich mit zwei Druckschriften sogar der Richter Fahne, der verdiente Geschichtsforscher, der auf seiner Fahnenburg am Abhang der bergischen Waldhügel das Künstlervolk zu fröhlichen Festen zu versammeln pflegte.“

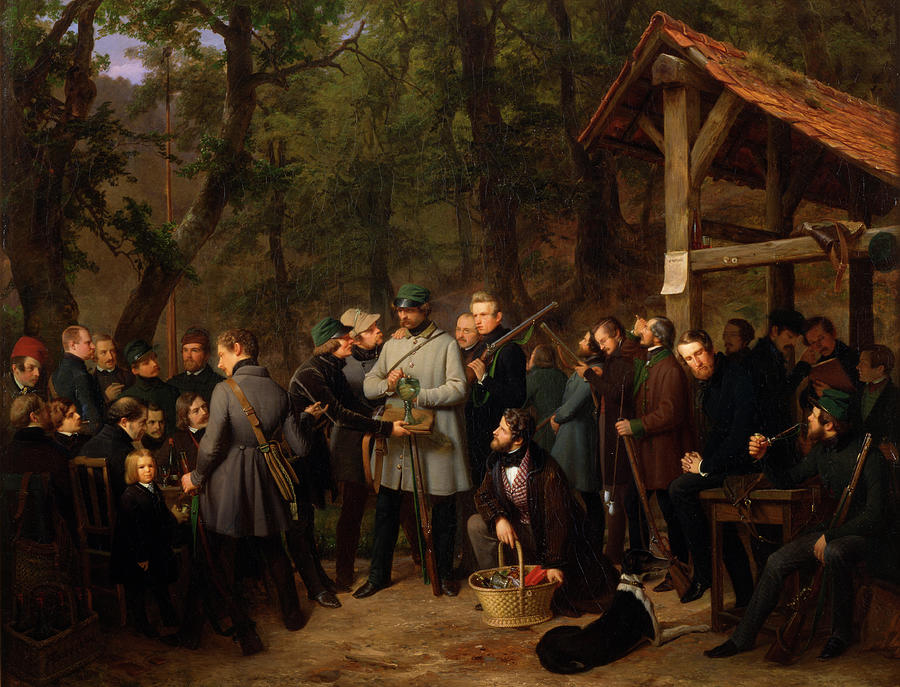
Friedrich Boser, Carl Friedrich Lessing: Das Vogelschießen der Düsseldorfer Künstler im Grafenberger Wald, 1842–1844

1858 wurde die Fahnenburg zum ständigen Wohnsitz. Als Forsthaus hatte Fahne den Vorläufer des späteren Landhauses bereits 1846 – unweit des Weges von Düsseldorf nach Grafenberg – erbaut. Nach dem burgenromantisch inspirierten Ausbau des Anwesens, den er ab 1856 vornehmen ließ, brachte er im Jahr 1858 neben seinem Wohnsitz auch seine Gemäldesammlung dort unter. Die „Burg“ mit ihrem Waldpark, der zum Teil aus den Anlagen von Haus Roland hervorging und eine Reihe von großen baumumstellten Plätzen besaß, bot Raum und Bühne für fröhliche gesellschaftliche Ereignisse. Vor dem Ausbau zu einem Wohnsitz wurden Sängerfeste sowie 1850, 1851 und 1852 die großen Kostümaufzüge der Frühlings- und Sommerfeste des Künstlervereins Malkasten hier veranstaltet. In der nahen „Wolfsschlucht“ hielten die Düsseldorfer Maler ihr „Vogelschießen“ ab, das in einem Gruppenbildnis von Friedrich Boser und Carl Friedrich Lessing malerisch dokumentiert ist. Das „Frühlingsfest“ des Jahres 1851 nahm der Maler Otto Knille zum Anlass, die Szene „Die Erstürmung der Fahnenburg im Grafenberger Wald“ als Teil des Malkasten-Festspiels „Befreiung und Vermählung der Prinzessin Waldmeister mit dem Prinzen Rebensaft“ in einem Genrebild festzuhalten.

### Fahne und das Jagdrecht
Die Jagd, die Fahne 1846 vom preußischen Fiskus gekauft hatte, wurde im Zuge der Deutschen Revolution 1848/1849 auf der Grundlage eines neuen deutschen Jagdrechts – Gesetz zur Aufhebung des Jagdrechts auf fremdem Grund und Boden und über die Ausübung der Jagd  vom 31. Oktober 1848 – von diesem ohne Entschädigungszahlungen wieder eingezogen. Daraus resultierten eine ganze Reihe von kritischen Veröffentlichungen Fahnes:
- Der politische Jesuitismus im neuen preussischen Jagdrecht, ein Beitrag zur Charakteristik der Berliner National-Versammlung und ihrer Wortführer, Köln, 1849.
- Ueber die Pflicht des Staates, die rheinischen Jagdeigenthümer des rechten Rheinufers zu entschädigen, 2. Auflage, Berlin, 1851.
- Denkschrift für die schleunige Erlassung eines Entschädigungs-Gesetzes für die durch das Gesetz vom 31. Oktober 1848 betroffenen Jagd-Eigenthümer, Düsseldorf, 1851.

Im Wesentlichen berief sich Fahne in seiner juristischen und historischen Argumentation – insbesondere mit Blick auf die jagdrechtlichen Regelungen im Großherzogtum Berg sowie die Besonderheiten des Rheinischen Rechts – darauf, dass das Jagdrecht (auch auf dem Boden anderer Grundeigentümer) ein Eigentum ihrer jeweiligen Besitzer sei und ihnen nicht entschädigungslos genommen werden dürfe. Dem Staat, der dieses Jagdrecht entschädigungslos entziehe, warf er daher „politischen Jesuitismus“ vor. Unter Juristen und darüber hinaus in bürgerlichen Kreisen des Rheinlandes stand der preußische Staat besonders seit dem Vormärz unter wachsender Kritik. Gerade von Berlin ausgehende Versuche, das Rheinische Recht – eine am Rhein hartnäckig verteidigte Hinterlassenschaft des Code civil aus der Franzosenzeit – abzulösen, hatte bereits in der Zeit des Vormärz für erheblichen Unmut gesorgt und in Gestalt des Köln-Düsseldorfer Verbrüderungsfestes zu einer politischen Demonstration rheinischen Selbstbewusstseins gegenüber der preußischen Zentralregierung geführt.
Fahne ergriff mehrmals die Gelegenheit, sich in der Angelegenheit des Jagdrechts in Preußen zum Sprecher von Betroffenen zu machen, und agierte insoweit als Lobbyist von Adel und Besitzbürgertum. Im Streit um die konfiszierten Jagdrechte wurden Fahnes Streitschriften von anderen Betroffenen unterzeichnet, beispielsweise von
- Freiherr Raitz von Frentz
- Freiherr von Eynatten
- Graf von Mirbach
- Graf von Spee
- Graf von Hatzfeld

Dennoch scheint die Sache nicht zu Fahnes Zufriedenheit ausgegangen zu sein. Zu einer angekündigten Cabinetsordre des preußischen Königs, in der sich dieser vorbehalten wollte, „zum Ausgleich von Härtefällen eine Gesetzes-Vorlage wegen Entschädigung einzelner Kategorien von Jagdberechtigten aus Staatsmitteln an die künftig einzuberufende Volksvertretung gelangen zu lassen“, stellte Fahne 1873 klagend fest: „Als ich mich auf diese Cabinetsordre bezog, erhielt ich vom Ministerium Manteuffel die Antwort: ‚Sie ist nicht publiziert!‘ – Das nannte dieses Ministerium Recht üben.“

### Genealogie und Geschichte

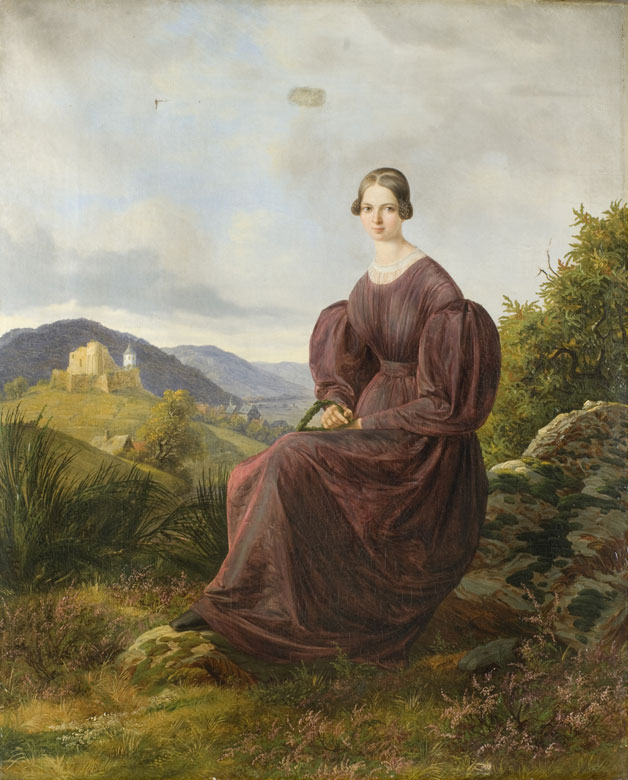
Damenbildnis in romantischer Landschaft, wohl Bildnis der Gemahlin Julie, geborene Stommel, vor der Landschaft von Burg Winzingen, Gemälde des Malers Josef Winkelirer, 1836

Fahnes erstes genealogisches Werk befasste sich mit der Genealogie der Familie seiner Ehefrau Julie, dem Geschlecht Stommel. Diese Genealogie taucht in einer postum nach Angaben der Familie veröffentlichten Liste der genealogischen Werke gar nicht auf.
In Bensberg hatte Fahne Einblick in das Kölner Schreinsarchiv gewonnen, das damals im Landgericht Bensberg deponiert war. Auf dieser Basis entstand das zweibändige Werk Geschichte der kölnischen, jülichschen und bergischen Geschlechter.
Ein weiteres genealogisches Werk befasste sich mit der Familie von Hövel[n]. Ein familiärer Bezug ergab sich durch Fahnes Schwager Aurel Stommel (* 1807), der am 1. Dezember 1844 eine Wilhelmine Hövel heiratete. In der Gesamtausgabe bereichern die Schrift „Vier Lieder mit Begleitung des Piano Forte. Componirt und dem Herrn Aurel Stommel und dem Fräulein Wilhelmine von Hövel bei Gelegenheit Ihrer am 1. Dezember 1844 zu Dortmund gefeierten Hochzeit gewidmet von Anton Fahne“.
Am 2. Juni 1854 wurde Fahne Vizepräsident des provisorischen Vorstands des neu gegründeten Historischen Vereins für den Niederrhein. Bereits bei der Konstituierung des Vereins kam es zu Unstimmigkeiten, und schon bald verließ Fahne denselben.
Schon in der sogenannten zweiten Abteilung des Ersten Heftes (Erster Jahrgang) der Annalen des historischen Vereins für den Niederrhein aus dem Jahr 1855 wurde Fahne herbe Kritik wegen seiner Veröffentlichung Die Dynasten, Freiherrn und Grafen von Bocholtz nebst Genealogie derjenigen Familien, aus denen sie ihre Frauen genommen mit urkundlichen Belegen von A. Fahne von Roland, Band 3, Chronik der Abtei Gladbach = Chronica abbatiae Gladbacensisa zuteil.

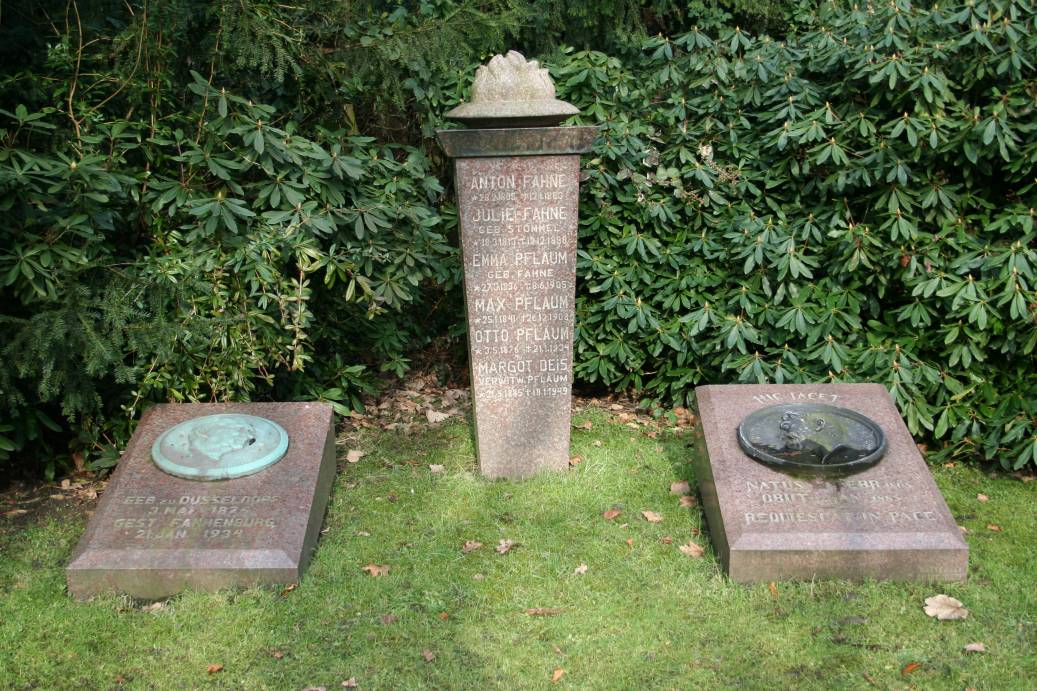
Gesamtansicht der Grabstätte Familie Fahne

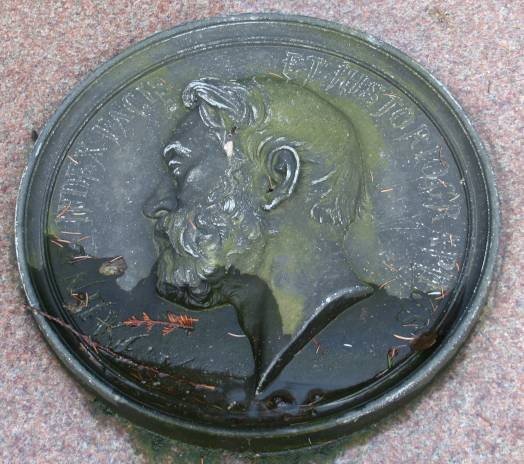
Detailansicht des Gedenksteins: Bronzeporträt

Später trat er dem 1863 gegründeten Bergischen Geschichtsverein bei. Dieser widmete ihm in seiner Ausgabe von 1883 einen Nachruf, der nahezu gleichlautend mit der Biografie in der ADB ist. Er endet mit den Worten: „Er starb auf seinem Landsitze in der Frühe des 12. Januar 1883 und ward am dritten Tage darauf von einer nicht großen, aber auserlesenen Freundesschar auf den Gerresheimer Kirchhof zu Grabe geleitet. Sein Andenken bleibe in Ehren!“
Sein Grabmal befindet sich noch heute auf dem Gerresheimer Waldfriedhof. Dort wird seiner, seiner Frau und seiner Familie gedacht:
- Anton Fahne (* 28. Februar 1805; † 12. Januar 1883)
- Julie Fahne, geb. Stommel (* 18. März 1813; † 12. Dezember 1888)
- Emma Pflaum, geb. Fahne (* 27. März 1836; † 8. Juni 1905)
- Max Pflaum (* 25. Januar 1841; † 26. Dezember 1908)
- Otto Pflaum (* 3. Mai 1876; † 21. Januar 1934)
- Margot Deis, verwitw. Pflaum (* 21. September 1885; † 18. Januar 1949)

Zwei Straßennamen, nämlich die Fahneburgstraße und der Anton-Fahne-Weg, erinnern noch heute in Düsseldorf an Anton Fahne.

## Fahnes genealogisches und historisches Werk in der Rezeption
1858 bemerkte Fahne in einer Fußnote zu seiner Geschichte der Westphälischen Geschlechter:
„Ich arbeite jetzt schon 21 Jahre täglich 16 Stunden unausgesetzt. Dieses zur geneigten Berücksichtigung, da es sonst auffallen und wol unmöglich erscheinen möchte, solche Werke an denen nur einer allein arbeiten kann, in so kurzer Zeit zu liefern.“
Tatsächlich geriet Fahne sehr bald in die Kritik, seine Kompetenz und Sorgfalt auf den Gebieten der Geschichtsforschung und Genealogie betreffend. Schließlich wurden sogar Vorwürfe der absichtlichen Fälschung laut. Einige Beispiele sollen dies veranschaulichen:
Das Archiv der Stadt Dortmund muss sich zu Fahnes Lebzeiten in einem sehr chaotischen Zustand befunden haben, und so liest man im Jahresbericht des Historischen Vereins für Dortmund und die Grafschaft Mark:
„Das Archiv war schwer zugänglich, nur mangelhaft bekannt und noch mangelhafter publiciert, dabei schlecht geordnet und dem Verderben ausgesetzt.“
Fahne hielt von dort Urkunden und Akten in seinem Besitz, die er anscheinend nicht ganz freiwillig zurückgab. Der Historiker Karl Rübel, der am 1. Juli 1873 mit der Betreuung des Archivs beauftragt wurde, schrieb 1910:
„Die Aufklärung über manche Ungenauigkeiten der Fahneschen Abdrücke war anfangs deshalb erschwert, weil Fahne eine nicht unbeträchtliche Zahl von Dortmunder Archivalien, die er in seinen Publikationen verwertet hatte, bis zum Jahre 1876 zurückbehalten und erst auf Requisition von Dortmund wieder an das Dortmunder Archiv zurückgegeben hatte.“
Rübel hatte bereits Jahre zuvor damit begonnen, in verschiedenen Aufsätzen, die er in den Beiträgen zur Geschichte Dortmunds und der Grafschaft Mark veröffentlichte, die Publikationen Fahnes als fehlerhaft und mit Fälschungen durchsetzt zu demontieren. Besonders raffiniert erschien Rübel die ständige Vermischung von tatsächlich nachweisbaren Urkunden und Akten mit solchen, die nicht existent sind, aber auch die dreiste Behauptung falscher Inhalte nachweisbarer Quellen. Darüber warf er ihm vor, dilettantische Fehler gemacht zu haben, etwa indem er mittelalterliche Datierungen „fast durchweg“ falsch aufgelöst habe. Als Beispiel führte Rübel an:
„Die falsche Datierungsweise Fahnes beruht darauf, daß Fahne ‚feria secunda‘ anstatt als Montag aufzulösen stets als ‚zweiten Tag nach‘ auflöst und die übrigen Auflösungen in gleicher Weise vollzieht.“

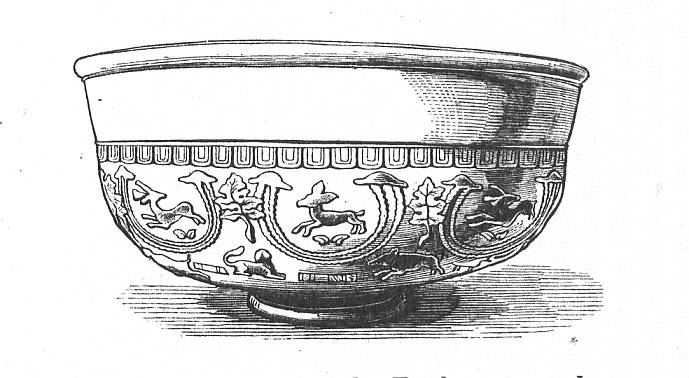
Die angeblichen Grabungsfunde in Dortmund beim Bau der neuen Brauerei im Jahr 1856

Auch im Bereich der Archäologie scheint Fahne nach Bewertung Rübels und des Historikers Otto Merx (1862–1916) sehr kreativ mit der Wahrheit verfahren zu sein. So berichtete Fahne in den Freiherren von Hövel von einem Grabungsfund:
„Die erste Nachricht über den Fleck, auf dem sich später die stolze Reichsstadt Dortmund erhob, knüpft sich an eine Todtenurne, deren Abbildung ich hier folgen lasse. Sie fand sich im Jahre 1856 beim Ausgraben der Fundamente zu der grossen Bierbrauerei, welche auf dem Grunde des vormaligen Grafenhofes fast unmittelbar neben dem noch vorhandenen uralten Wohnhause der Dortmunder Grafen erbaut wurde.“
Dann ließ er eine genaue Beschreibung der Urne folgen und verglich sie mit anderen archäologischen Funden, wie sie zu dieser Zeit publiziert wurden und als „römische Überreste anerkannt“ waren: „Sie stand gegen 6 Fuss unter dem Boden und war mit Asche und verbrannten Knochen gefüllt; in diesem Zustande befindet sie sich noch gegenwärtig in meiner Sammlung.“ Rübel meint dazu: „Ein derartiger Fund, wie ihn Fahne erworben haben will, müßte nun aber doch in der gelesensten Dortmunder Zeitung, dem ‚Dortmunder Kreisblatt‘ erwähnt sein. In dem Jahrgange 1856 findet sich jedoch keine Notiz über einen Fund, wie Fahne ihn gemacht haben will.“

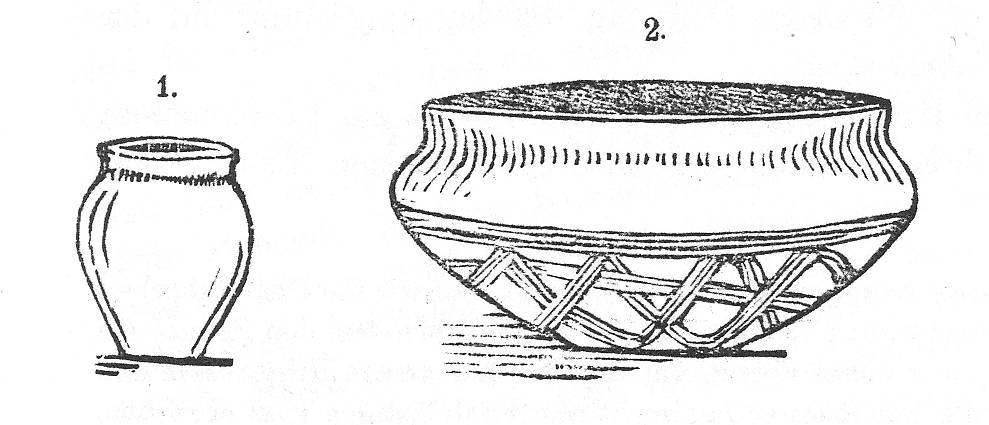
Die angeblichen Grabungsfunde beim Bau der Fahnenburg im Jahr 1846 resp. 1849

Interessant dazu im Vergleich erscheint eine Veröffentlichung Fahnes aus dem Jahr 1853 in Schloss Roland. Dort berichtete er über die Bauarbeiten seiner Fahnenburg:
„Als am 18. Mai 1849 der Hügel an der Fahnenburg für die Fundamente des südlichen Flügels geebnet wurde, stiess man auf mehrere Aschenkrüge. Der erste, welcher gefunden wurde, stand gegen 5 Fuss unter der Oberfläche in dem gelben Sande, wie er sich dort überall naturwüchsig findet, der zweite dagegen nur 1½ Fuss tief. Beide waren, wie die Scherben bewiesen, roh aus Thon geformt und gebacken, und hatten theils eine schwärzliche, theils eine röthliche Farbe. Sie waren durch die Feuchtigkeit in der Erde morsch und weich geworden, und zerbröckelten daher den Arbeitern in den Händen, als diese sie aus der Erde heben wollten. Durch Anwendung grösserer Vorsicht wurden die zwei später entdeckten Urnen, soweit möglich, erhalten. Beide standen ebenfalls nur 1½ Fuss unter der Erde, am Abhange des Berges, ohne dass sie durch eine äussere Erhöhung angekündigt worden wären. […] Sie wurden behutsam von der äusseren Erde entkleidet und, ohne sie von der Stelle zu bringen, einige Zeit der frischen Luft ausgesetzt. Sie erhielten dadurch in kurzer Zeit ihre fast ursprüngliche Festigkeit und konnte nun zur Untersuchung des Inhalts geschritten werden. Er bestand, außer aus hineingefallener Erde, nur aus Asche und einigen Knochenüberbleibseln.“
Diese Schilderung führte Fahne 1873 in Die Fahnenburg noch weiter aus. Bei den Umbau- und Erweiterungsbauten in den Jahren 1856 und 1857 seien angeblich weitere Funde gemacht worden, die er in aller Ausführlichkeit beschrieb. Tatsächlich sind in Düsseldorf-Rath Grabungsfunde auch nachgewiesen; ob diese Fahne inspiriert haben, seinem, auch von Merx beschriebenen Hang zur ausführlichen narrativen Darstellung historischer Begebenheiten nachzugeben und seiner Fantasie freien Lauf zu lassen, bleibt vorerst noch zu klären. Jedenfalls ist die weitreichende Übereinstimmung der Beschreibungen der Grabungsfunde in Rath wie in Dortmund auffällig, zumal sie in engem zeitlichen Kontext stehen. Merx kommentierte dies so: „Es ist eine wunderschöne Geschichte, die Fahne hier erzählt; es ist nur schade, daß man beim Durchlesen derselben sofort Zweifel bekommt, ob sie der Wahrheit entspricht.“

## Résumé
Vieles im Leben des Anton Fahne blieb unklar, lange auch seine eigene Herkunft. Otto Schnell, Fahnes Biograf in der ADB, nannte zwar sein Geburtsdatum und den Ort, äußerte sich aber nicht zu seinem Elternhaus und den sozialen Verhältnissen, aus denen dieser stammte. Fahne selbst, dessen genealogisches Werk von ungeheurem Umfang ist und dessen Schwerpunkte durch das familiäre Umfeld seiner Ehefrau bestimmt zu sein scheinen, veröffentlichte zu seiner eigenen Aszendenz nichts.
Auch sein beruflicher Werdegang, der bislang nur anhand der alten Biografie Schells und des Nachrufs in der Zeitschrift des Bergischen Geschichtsvereins wiedergegeben werden kann, wirft manche Frage auf.
Eine naheliegende Erklärung ist, dass Fahne durch die Heirat mit Julie Stommel eine nicht unbedeutende gesellschaftliche Aufwertung zu einem Besitzbürger sowie zu einer Person mit adeliger Familiengeschichte und adelsgleichem Lebensstil erreichte. In dem Bemühen, diesen Status nicht wieder durch den allgemeinen politischen wie gesellschaftlichen Wandel einzubüßen, habe er alles darangesetzt, die Bedeutung der alten Adelsfamilien, die für ihn Träger einer rheinisch-westfälischen Geschichte und Identität waren, zu erhalten und möglichst zu erhöhen. Dazu seien ihm letztlich sogar Mittel wie die (Ver-)Fälschung und „Ergänzung“ historischer Dokumente recht gewesen. Immer wieder habe er versucht, wie besonders der Streit um die Düsseldorfer Malerschule erhellt, eine rheinisch-westfälische Identität gegenüber „ostländischen“ Einflüssen zu schützen und zu betonen. Fahnes Haltung beruht daher möglicherweise auch auf einem am Rhein sehr verbreiteten und tief empfundenen antipreußischen Sentiment eines „Musspreußen“ und verfolgt das identitäre Ziel, einen rheinisch-westfälischen Nativismus und Partikularismus gegen borussische Bestrebungen und Tendenzen der Verpreußung zu behaupten. Fahnes Freundschaft zu Friedrich Ludwig Tenge und August Heinrich Hoffmann von Fallersleben zeigt, dass er bei allem Interesse an ständegesellschaftlicher Besitzstandswahrung keine größeren Probleme mit den Hauptanliegen der demokratischen Bewegung seiner Zeit hatte und wohl mit ihr sympathisierte. Ein Reaktionär war er nicht.
Fahnes historisches und genealogisches Werk ist wegen des Vorwurfs geschönter Genealogie und idealisierter Geschichtsschreibung umstritten. Anlässlich des 150-jährigen Bestehens des Historischen Vereins für den Niederrhein brachte Heinz Finger diese Vorbehalte 2004 so zum Ausdruck:
„Im vorläufigen Vorstand, der bei der Gründungsversammlung am 17. Mai 1854 eingesetzt wurde, nahm Fahne, der später als kreativer Historiker mit Fälschereigenschaften erkannt wurde, noch das Amt des Vizepräsidenten ein. Schon bald legte er freilich zum Glück für den Verein sein Amt nieder.“

## Nachlass

### Historisches Archiv der Stadt Köln
Der größte Teil des Nachlasses seiner genealogisch/historischen Arbeit befand sich im Historischen Archiv der Stadt Köln.
Bereits am 28. Juli 1855 beschloss der Gemeinderat von Köln die Annahme von Archivaliengeschenken Fahnes, der die Quellen nach Auswertung dem sachlich und örtlich zuständigen Archiv übereignen wollte. Nach Fahnes Tod scheiterten zunächst die Verhandlungen wegen einer geschlossenen Übernahme der Sammlung, doch nahm Leonard Korth im Jahre 1891 auf der Fahnenburg bei Düsseldorf für Heft 20 der Mitteilungen aus dem Stadtarchiv von Köln eine Verzeichnung der Coloniensia vor. Im Februar 1900 konnte dann die Sammlung angekauft werden. Damals wurden die Schreinssachen herausgenommen und von Hermann Keussen den übrigen Schreinsbüchern eingefügt. Desgleichen wurden die Testamente der entsprechenden Abteilung des Archivs eingereiht, auch ein Teil der Urkunden im Haupturkundenarchiv untergebracht. Alle diese Stücke sind dort belassen, aber in die vorliegende Verzeichnung miteinbezogen worden; ein Sternchen hinter der Signatur zeigt an, daß sie heute nicht im Bestand Fahne lagern, sondern unter der angegebenen zweiten Signatur. Lediglich die Schreinssachen konnten nicht berücksichtigt werden, da sich über ihren Verbleib im Einzelfall keine Hinweise erhalten haben; es kann hier nur auf die Verzeichnung von Korth verwiesen werden.
Die Akten sind bei ihrer Übernahme von Johannes Krudewig in einem Repertorium erfaßt worden. Dieses Verzeichnis ist im Folgenden nur ergänzt und vor allem um Eigennamenlisten erweitert worden, nachdem die Bände, sofern noch keine Paginierung oder Foliierung vorlag, durchfoliiert wurden. Eine große Anzahl von Bänden hat bereits damals gefehlt; auch ihr Inhalt konnte nicht mehr ermittelt werden; die von Fahne selbst herrührenden Findbehelfe sind unbrauchbar, weil keine Konkordanz über die einstige und jetzige Signierung nachzuweisen ist.
Es sind in der Sammlung Fahne einige Provenienzen zu vermuten, u. a. Bruchstücke aus den Archiven v. Reifferscheidt, v. Enschringen, Rave und des Gerichtes Kreuzberg.

### Archiv der Universitäts- und Landesbibliothek Düsseldorf
Im Archiv der Universitäts- und Landesbibliothek Düsseldorf befindet sich im Bestand 1/8, Best.Nr. 254, Nachlassbibliothek Fahne auf der Fahnenburg, 1934–1942 (Vorsignatur: Alte Aken 90) auf einem Blatt eine maschinenschriftliche Gesprächsnotiz, der zufolge im Jahr 1934 ein Herr Stommel mit der damaligen Landes- und Stadtbibliothek über den verbliebenen Bibliotheksnachlass des Anton Fahne verhandelt hat.
3. August 1934
Herr Dr. Stommel (Tel. 31524) erzählt, daß er seit einiger Zeit damit beschäftigt ist, die von Fahne nachgelassene Bibliothek auf der Fahnenburg durchzusehen. Er will dabei auf alles achten, was die Landes- und Stadt-Bibliothek vielleicht interessieren könnte und es der Bibliothek zuerst zum Kaufe anbieten.
Die Bibliothek ist nicht mehr in ihrem alten geschlossenen Zustande, sondern Herr Pflaum hat gelegentlich, wenn er Geld brauchte, einzelne Stücke daraus verkauft, so vor allem leider Fahnes geschlossene genealogische Sammlung vollständig zerstört. Das handschriftliche Stammbuch eines niederrheinischen Adligen, das uns Herr Pflaum kurz vor seinem Tode angeboten hat, ist noch vorhanden. Ebenso sind Briefe und Manuskripte von Hoffmann von Fallersleben noch da. Die handschriftliche Sammlung hat Herr Dr. Stommel noch nicht näher angesehen. Er will alles allmählich durcharbeiten und berichten.
Es ist anscheinend zu keinem weiteren Kontakt mehr gekommen. Eine lange Liste von Wiedervorlageterminen und vergeblichen Anrufen zeugt davon.

### Stadtarchiv Düsseldorf
Im Archiv der Stadt Düsseldorf befindet sich ein autographisches Dokument von Anton Fahne, das im Moment noch nicht näher beschrieben werden kann. Außerdem ist dort im Bildarchiv unter der Signatur 035-185 ein Bild von Haus Fahneburg [sic!] nachgewiesen.

## Schriften

### Genealogische und historische Werke
- Geschichte der adligen Familie von Stommel in ihren verschiedenen Linien am Rhein, in Hessen und in der Wetterau, als Manuskript gedruckt, Wolf’sche Buchdr. Voß, Düsseldorf 1845 (Digitalisat).
- Geschichte der kölnischen, jülichschen und bergischen Geschlechter in Stammtafeln, Wappen, Siegeln und Urkunden. Heberle, Köln 1848 (Digitalisierte Ausgabe).
  - 1. Stammfolge und Wappenbuch. A–Z. 1848
  - 2. Ergänzungen und Verbesserungen zum 1. Teil und Stammfolge und Wappenbuch der clevischen, geldrischen und moersschen Geschlechter, soweit sie in dem Herzogtume Juelich Cleve Berg ansaessig waren. A–Z. 1853
- Das fürstliche Stift Elten, aus authentischen Quellen, 1850.
- Die Grafschaft und freie Reichsstadt Dortmund, 4 Bände in 5 Abtheilungen, 1854–1859.
- Fahne, Anton [Hrsg.], Melle, Jacob von, Die Westphalen in Lübeck, 1855 (Digitalisierte Ausgabe der Universitäts- und Landesbibliothek Düsseldorf).
- Statutarrecht und Rechtsalterthümer der freien Reichsstadt Dortmund. Köln u. a.: Heberle, 1855. (Digitalisat)
- Geschichte der Westphälischen Geschlechter unter besonderer Berücksichtigung ihrer Uebersiedelung nach Preußen, Curland und Liefland, mit fast 1200 Wappen und mehr als 1300 Familien, Heberle, Köln 1858. (Digitalisierte Ausgabe)
- Die Herren und Freiherren v. Hövel nebst Genealogie der Familien, aus denen sie ihre Frauen genommen, (Geschichte von hundert rheinischen, westphälischen, niederländischen und anderen hervorragenden Geschlechtern), 3 Bände in 4 Abtheilungen, 1856–1860. Digitalisierte Ausgabe
- Geschichte der Grafen, jetzigen Fürsten zu Salm-Reifferscheid, sowie ihrer Länder und Sitze, nebst Genealogie derjenigen Familien, aus denen sie ihre Frauen genommen, 2 Bände in 3 Abtheilungen, 1858–1866. (Digitalisat, Digitalisat von Band 1, Teil 2)
- Forschungen auf dem Gebiete der rheinischen und westphälischen Geschichte, 5 Bände in 8 Abtheilungen, 1864–1876.
- Der Cölner Dom in seinen Umgebungen. Zwei topographische Bilder aus dem dreizehnten und sechszehnten Jahrhundert; sammt Nachrichten über die Schreine und die letzte Cölner Gerichtsverfassung. Heberle, Cöln 1864 Digitalisat
- Die Düsseldorfer Schützen und die Cölner Gewandzunft. Heberle, Cöln 1864 Digitalisat
- Zwei Cölner Eidbücher, die ersten Verfassungscodices der Reichsstadt Cöln. Heberle, Cöln 1867 Digitalisat
- Die Fahnenburg und ihre Bildergalerie, unter Rückblick auf die Geschichte ihrer Umgebung, 1873. Digitalisierte Ausgabe der Universitäts- und Landesbibliothek Düsseldorf
- Die Landwehr oder der limes imperii romani am Niederrhein, in: Zeitschrift des Bergischen Geschichtsvereins, Düsseldorf, 1867.
- Das Ende der Siechenhäuser im westlichen Deutschland, in: Zeitschrift des Bergischen Geschichtsvereins, Düsseldorf, 1874.
- Neue Beiträge zum limes imperii Romani Germaniae secundae und Culturhistorisches, in: Zeitschrift des Bergischen Geschichtsvereins, Düsseldorf, 1878. Digitalisierte Ausgabe
- Livland, ein Beitrag zur Kirchen- und Sitten-Geschichte, 1875.
- Denkmale und Ahnentafeln in Rheinland und Westfalen, 6 Bände, 1875–1883.
- Chroniken und Urkundenbücher hervorragender Geschlechter, Stifter und Klöster, Heberle: Köln 5 Bände, 1862–1880. (Digitalisat)
  - Band 1, 1862 Urkundenbuch des Geschlechts Meschede (Digitalisat)
  - Band 2, 1876 Urkundenbuch des Geschlechts Momm oder Mumm (Digitalisat)
  - Band 3, 1874 Urkundenbuch des Geschlechts Spede oder Spee (Digitalisat)
  - Band 4, 1878 Urkundenbuch des Geschlechts Momm oder Mumm (Digitalisat)
- Die Dynasten, Freiherrn und Grafen von Bocholtz: nebst Genealogie derjenigen Familien, aus denen sie ihre Frauen genommen. Heberle: Cöln (Digitalisat)
  - 1.1 Geschichte der verschiedenen Geschlechter Bocholtz unter besonderer Berücksichtigung der alten Geographie, Rechts-, Sitten- und Culturgeschichte des Niederrheins. 1863
  - 1.2 Geschichte von hundertsechs rheinischen, niederländischen und westphälischen hervorragenden Geschlechtern. 1859
  - 2 Urkundenbuch = Codex diplomaticus gentis Bocholtanae. 1860
  - 3 Chronik der Abtei Gladbach = Chronica abbatiae Gladbacensis. 1856
  - 4 Die Aufschwörungen, Grab- und Denkmale der gräflichen Familie von Bocholtz, sammt den Aufschwörungen und Ritterzetteln des Oberquartiers von Gelderland, einer historischen Einleitung und einer Anweisung die Ahnentafeln der Vorzeit auf jetzige Formen zurückzuführen. 1857
- Forschungen auf dem Gebiete der rheinischen und westphälischen Geschichte. Heberle, Cöln
  - 2,1. Geschlechter und Sitze. 1866 Digitalisat
  - 3,1. Geschlechter und Sitze. 1871 Digitalisat
  - 3,2. Geschlechter und Sitze. 1869 Digitalisat
  - 4. Livland und seine Geschlechter. 1875 erschienen 1876 Digitalisat
  - 5. Livland und seine Geschlechter. 1875 erschienen 1876 Digitalisat

Klassifikation
- Der Kölner Dom, seine Beschreibung und geschichtliche Entwicklung, Düsseldorf, 1880.

### Politische und andere Schriften
- Die Düsseldorfer Maler-Schule in den Jahren 1834, 1835 und 1836, Düsseldorf, 1837. Digitalisierte Ausgabe
- Meine Schrift ‚die Düsseldorfer Malerschule‘ und ihre Gegner, Düsseldorf, 1837. Digitalisierte Ausgabe
- Etwas über Ehrenkränkungen mit besonderer Berücksichtigung der exceptio veri, der Beleidigung durch Denunciation und im Amt nach gemeinem franz. und preuß. Rechte, Düsseldorf, 1838. Digitalisierte Ausgabe
- Der Kappe Hoch, den Düsseldorfer Carnevalsfreunden für das Ehrendiplom, Düsseldorf, 1840.
- Diplomatische Beiträge zur Geschichte der Baumeister des Kölner Domes und der bei diesem Werke thätig gewesenen Künstler, Düsseldorf, 1843. Digitalisierte Ausgabe
- Diplomatische Beiträge zur Geschichte der Baumeister des Kölner Domes und der bei diesem Werke thätig gewesenen Künstler: mit Urkunden, architektonischen Abbildungen und einer Karte. 2. Aufl. Schreiner, Düsseldorf 1849. Digitalisierte Ausgabe
- Das Staats-Amt und die Gesetze vom 29. März 1844, Düsseldorf, 1845.
- Der politische Jesuitismus im neuen preussischen Jagdrecht, ein Beitrag zur Charakteristik der Berliner National-Versammlung und ihrer Wortführer, Köln, 1849. Digitalisierte Ausgabe
- Ueber die Pflicht des Staates, die rheinischen Jagdeigenthümer des rechten Rheinufers zu entschädigen, 2. Auflage, Berlin, 1851. Digitalisierte Ausgabe
- Denkschrift für die schleunige Erlassung eines Entschädigungs-Gesetzes für die durch das Gesetz vom 31. Oktober 1848 betroffenen Jagd-Eigenthümer, Düsseldorf, 1851. Digitalisierte Ausgabe
- Aus dem Wirken eines Gemeinderaths, Düsseldorf, 1851. Digitalisierte Ausgabe
- Hasenclever’s Illustrationen zur Jobsiade. 2. Aufl. Heberle, Bonn [u. a.] 1852. Digitalisierte Ausgabe
- Schloss Roland, seine Bilder-Galerie und Kunstschätze, Mit Kupferstichen, Lithographien u. Holzschnitten von Ernst Frölich, T. W. Th. Jansen [u. a.] sowie mit den Monogrammen d. Künstler, Cöln, 1853. Digitalisat
- Der Carneval, mit Rücksicht auf verwandte Erscheinungen, ein Beitrag zur Kirchen- und Sitten-Geschichte, Köln, 1854. (Digitalisat)
- Referat des Friedensrichter Fahne über die Erhebung der Gemeinde Rath, Bürgermeisterei Eckamp, zu einer abgesonderten Bürgermeisterei, Düsseldorf, 1854. Digitalisierte Ausgabe
- Einladung zur Theilnahme an dem historischen Vereine des Niederrheins mit Einschluß der ganzen ehemaligen Erzdiözese Cöln, [nebst] Statut, Düsseldorf, 1854. Digitalisierte Ausgabe
- Bittschrift des Stadtraths zu Gerresheim betreffend die Verlegung der Steuerkasse von dem Sitze des Friedensgerichts Gerresheim in das entfernt gelegene Dorf Benrath, am äußersten Ende des Bezirks. Kaulen, Düsseldorf 1862 Digitalisierte Ausgabe
- Beantwortung der Entscheidungen der Ministerien der Finanzen und der Justiz seitens des Stadtraths zu Gerresheim, als Nachtrag zu dessen Bittschrift betreffend Verlegung der Steuerkasse von dem Sitze des Friedensgerichts in das entfernte Dorf Benrath, [Düsseldorf], 1863. Digitalisierte Ausgabe
- Kurze Geschichte des Regierungs-Bezirks Düsseldorf, Düsseldorf, 1864.
- Kurze Begründung eines Theater-Neubaues in Düsseldorf, Düsseldorf, 1864. Digitalisierte Ausgabe
- Die Dathanen, jetzt Grafen v. Dattenberg, das erweislich drittälteste Geschlecht der Erde, Prag, 1867.
- Der Düsseldorfer Museumsbau, Düsseldorf, 1876. Digitalisat der ULB Düsseldorf